# Chalette-sur-Voire
Chalette-sur-Voire – miejscowość i gmina we Francji, w regionie Grand Est, w departamencie Aube.
Według danych na rok 1990 gminę zamieszkiwało 129 osób, a gęstość zaludnienia wynosiła 23 osób/km².

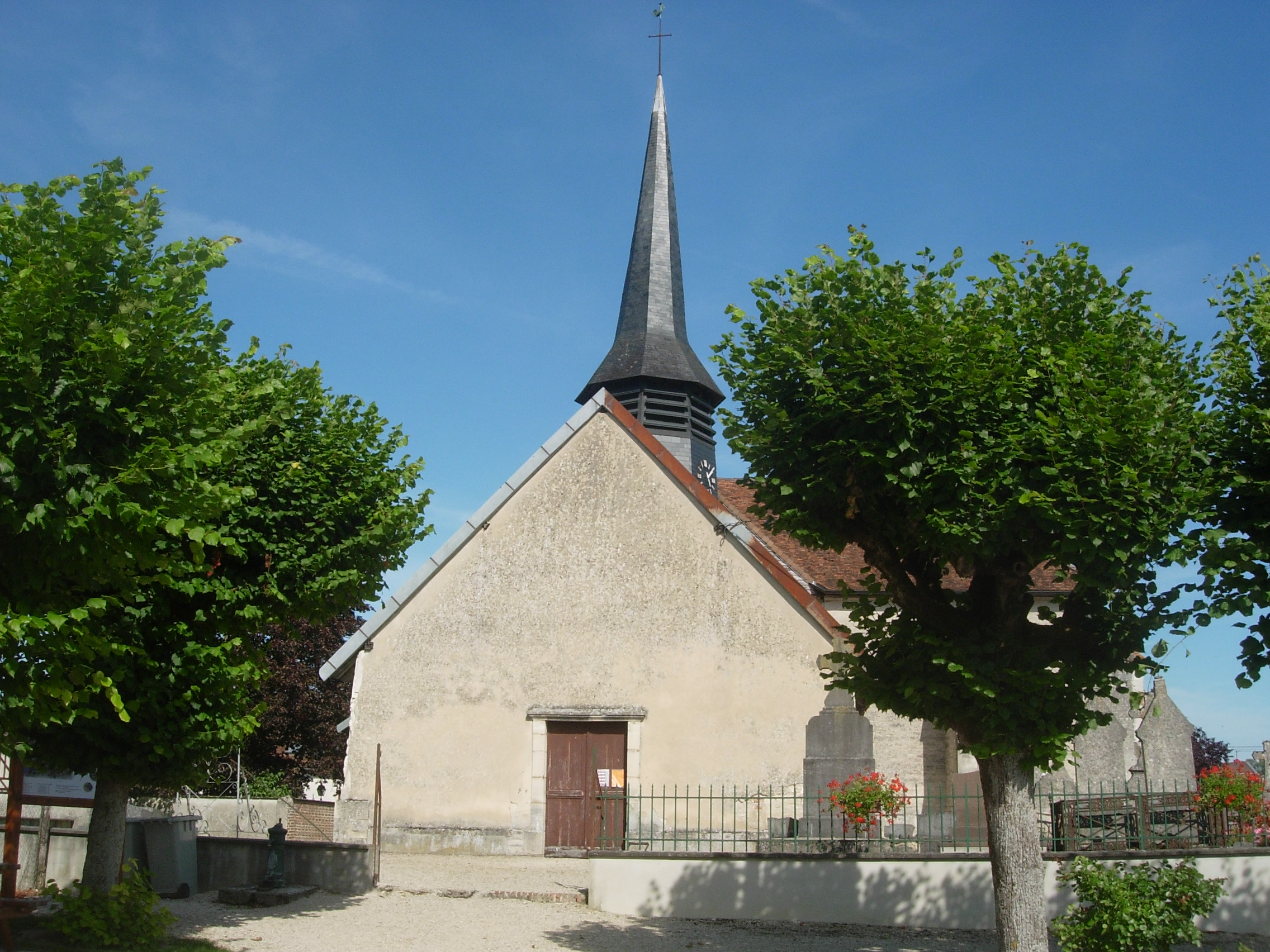
Kościół w Chalette-sur-Voire, 2011